# بلد بطيء (فلم)
بَلَدٌ بَطِيءٌ (بالإنجليزية: Slow Country) هو فيلم درامي وحركي نيجيري صدر في تشرين الثاني/نوفمبر عام 2016 من إخراج وإنتاج إريك أغيميان. الفيلمُ من بطولة إيفي أوكيجي وسامباسا نزيربي وتوبي تيديلا ومجيد ميشيل وريتشارد بروتوس وستيفان داميان وكولادي شاسي وجينا كاستل.
فاز الفيلم بجائزة اختيار الجمهور في مهرجان أفريقيا السينمائي الدولي عام 2016 كما حصل الممثل سامباسا نزيربي على جائزة أفضل ممثلٍ في فيلم درامي ضمنَ جوائز أفريقيا ماجيك للمشاهدين.

## القصّة
تُقرّر أمٌ عزباء بلا مأوى والتي ورّطت نفسها في في شرك البغاء وتهريب المخدرات لمدة سبع سنواتٍ من أجل تأمين حياةٍ جيدةٍ لابنها تُقرّر الاستقالة ولكن رئيسها زعيم العصابة والذي يُهرّب هو الآخر المخدرات ويُتاجر في البشر يرفضُ ذلك وهو ما يوقعها معه في الكثير من المشاكل.

## طاقم التمثيل
| - إيفي أوكايجي في دور كومي - سامباسا نزيربي في دور توفى - توبي تيديلا في دور أوساس - مجيد ميشيل في دور المفتش ديف | - جينا كاستل في دور علا - بروتوس ريتشارد في دور براسكو - فولاريمي أغونبيادي في دور فيمي | - أوجبونا في دور فيكتور - أديبايو توماس في دور بيتر - كولادي شاسي في دور بيدرو - أنتوني إيجوي في دور يوجين |